# 구성동 (용인시)
구성동(駒城洞)은 대한민국 경기도 용인시 기흥구의 동북부에 위치한 행정동이다. 고구려의 구성(駒城)에서 유래한 용인 최초의 행정지명이다. 1895년 이전까지 용인군의 중심지였다. 1914년 행정구역 개편 때 3개 면이 통폐합하여 읍삼면(邑三面)이 되었고, 1931년 구성면으로 개칭하였다.
2000년 9월 읍으로 승격하여 기흥읍, 수지읍과 더불어 용인시의 세 번째(구 용인읍을 포함하면 네 번째) 읍이 되었다. 2005년 10월 31일 기흥읍과 구성읍을 통합하면서 기흥구가 설치되었고, 구성읍이 4개 행정동(보정동, 구성동, 마북동, 어정동)으로 분동되어 법정동 언남동, 청덕동이 행정동 구성동 관할이 되었다.

## 연혁
- 고구려 장수왕 63년(475년) 구성현으로 명명
- 신라 경덕왕 16년(757년) 구성현을 거서현으로 개칭하고 한주에 위속
- 고려 태조 23년(940년) 용구현으로 개칭
- 고려 현종 9년(1018년) 광주목의 임내에 속하게 됨
- 고려 명종 2년(1172년) 광주목에서 분리하여 감무가 설치되고 현령으로 보직하도록 함
- 조선 태종 13년(1413년)에 용구와 처인을 합쳐 용인현이라 칭하고 현의 치소(治所)를 구성에 둠
- 조선 고종 32년(1895년) 용인현을 용인군으로 개칭하고 군의 치소를 수여면 소학동으로 이전하여 현의 치소였던 용인(구성)을 읍내면(邑內面)으로 고치고 북동(北洞), 남동(南洞), 언동(彦洞), 마곡(麻谷) 4개동을 관할
- 1914. 4. 1 읍내면(마북리, 언남리), 동변면(동백리, 상하리, 중리, 청덕), 서변면(보정리)의 3개 면을 합하여 읍삼면(邑三面)을 설치하고 수지면 죽전리를 변경하여 8개리를 관할
- 1931. 4 .1 읍삼면의 명칭을 용인의 고호(古號)인 구성면(駒城面)으로 변경
- 1973. 7. 1 대통령령 제6542호에 의하여 죽전리를 수지읍으로 복원하고 7개리(법정)를 관할
- 1996. 3. 1 용인군이 용인시로 승격 (도농복합시의 형태)
- 2000년 8월 5일 : 구성읍 설치 승인[1]
- 2005. 8. 30 행정자치부로부터 “본청 4국18과, 4직속기관, 6사업소, 3 구, 1읍, 6면, 22동”으로 승인받음
- 2005. 10. 31 용인시조례 제648호에 의거 구성읍과 기흥읍을 통합하여 기흥구로 명명
- 2005. 10. 31 인시조례 제650호에 의거 구성읍이 4개동(보정동, 구성동, 마북동, 어정동)으로 분할되어 종래 구성읍의 언남리 및 청덕리 일원이 구성동으로 분리

## 인구

### 인구 구성

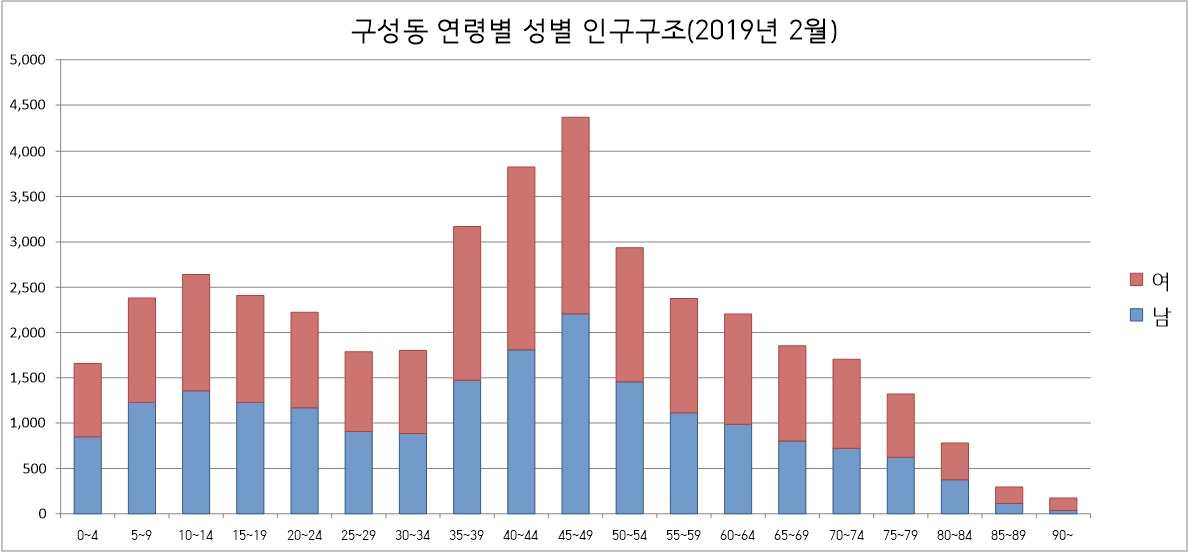
구성동 성별 연령별 인구 구조

구성동의 인구는 39,907(2019년 2월 28일 기준, 내국인)으로 용인시 전체 인구의 3.8%를 차지한다. 남자는 19,343명, 여자는 20,564명이다. 외국인은 남성 51명, 여자는 87명이다. 구성동의 인구 구조를 살펴보면 유소년(15세 미만) 인구 비율은 16.7%로 용인시 전체 16.1%보다 높으며 노년(65세이상) 인구 비율은 15.4%로 용인시 전체 12.2%보다 많다.

### 산업별 종사자 현황
여가관련 서비스업 종사자가 4,660명으로 첫번째로 비중이 높다. 그 외에
2015년  교육서비스업 수가 1,355명으로 두번째로 비중이 높다. 사회복지서비스업 종사자수는 773명이다. 기타개인서비스업 종사자수는193명이다. 여가관련서비스업 종사자구는 148명이다.

## 이름의 유래
고구려가 자국에 편입한 백제영지를 '구성'으로 명명한 것은 우리말 고어에서 '말매미', '말잠자리'라고 부르면서 '크다'라는 뜻을 표현하듯이 '말아'를 한자 '駒(구)'로 표기한 것으로 풀이한다. 즉, '마라'의 '말'은 마루의 동의어로서 크다(大), 높다(高)를 나타내는데 '산마루'가 대표적인 예이다.
그러므로 '구성'은 큰성(대성) 또는 말재(높은 고개)라는 의미를 지닌 것으로 풀이되며 본래 고구려의 구성(駒城)에서 유래된 용인시 최초의 행정지명으로 알려져 있다.
또한 신라때 '구성'을 '거서(巨黍)'로 고친 것이 '크다'는 본래 의미의 동의어를 옮긴 것으로 보고 있다. 언남리(彦南里)는 1914년 행정구역 개편 때 읍내면(邑內面)의 남동(南洞)과 언동(彦洞) 일부를 합쳐 언동의 '언'자와 남동의 '남'자를 따서 언남리라 하였다. 『호구총수』에는 언동의 '언'은 덕망 높은 선비를 지칭하는 뜻이라 하고 이곳에 용인향교가 있었다고 하는데, 언남리는 마북리와 함께 조선 시대 용인현 치소가 있던 곳으로 용인읍내 또는 읍내리라 하다가 1938년 용인군청이 수여면 김량장리로 옮겨간 후 구읍, 구읍내라 불렸던 곳이다.
청덕리(淸德里)는 1914년 동변면(東邊面)의 수청동(水淸洞)과 덕수동(德水洞), 읍내면의 언동 일부를 합쳐 수청동의 '청'자와 덕수동의 '덕'자를 따서 청덕리라 하였고 전한다. 수청은 '물푸른'의 한자 표기인데, 마을 뒤 법화산에서 발원하는 물이 유난히 맑고 푸른데서 기원한 것으로 '물푸레'를 한자로 적은 것이다. 이 '청덕천'은 '마북천'과 만나 탄천으로 흘러든다.
수청이나 덕수라는 지명 모두 물과 관련된 것인데, 『호구총수』의 동변면 지역에는 수상동(水上洞) · 수중동(水中洞) · 수하동(水下洞) 등 물과 관련된 지명이 기록되어 구성동의 중리 마을에 있던 어정(漁汀) 마을은 1995년 어정(御井) 마을로 지명이 변경되었다. 일제강점기 때 일본식 한자로 변경된 지명을 '임금님이 마시던 우물'이란 우물 맛심면본목마의 
고유지명으로 바로잡았다. 북한 땅의 황해북도 수안군에도 수덕리(水德里)가 있고 그곳에도 물푸레나무가 자생하는 것을 보면 '물푸레나무'에서 '물푸레마을'로 이어져 지명까지 붙여진 것으로 보고 있다.

## 문화재 및 유적
경기도 용인시 기흥구 청덕동에 있는 삼국시대의 유물산포지로 모두 네 곳에 분포하는데, 각각을 청덕동 유물산포지1부터 청덕동 유물산포지4까지 구분하여 이르고 있다. 이 가운데 청덕동 유물산포지3은 발굴조사 후 청덕동 유적2로 개칭되었고, 청덕동 유물산포지4는 유적의 일부가 경기도 용인시 중동(동백동)에 포함되어 중동 유물산포지2로 개칭되었다.
- 청덕동 유물산포지1에서 외면에 타날문이 시문된 삼국시대 토기편이 주로 채집되었다. 이후 개발 사업과 더불어 진행된 발굴조사에서는 삼국시대 고배와 대호 등의 토기류와 긁개·밀개·격지와 몸돌 등의 구석기 유물이 출토되었다.

- 청덕동 유물산포지2에서 삼국시대 경질토기편 등이 채집되었다.

- 청덕동 유물산포지3에서 고배의 대각편과 연질 타날문토기 동체편 등 주로 삼국시대 토기편이 채집되었다. 택지 개발사업과 더불어 진행된 발굴조사에서는 삼국시대 대옹류와 호류 등 삼국시대 토기류가 다량 출토되었다.

- 청덕동 유물산포지4에서 한성 백제기의 고배류와 장란형 토기 등의 동체편 등 백제 토기편이 다량 출토되었다. 발굴조사에서도 역시 유사한 토기류가 다량 출토되었다.

청덕동 유물산포지1은 덕수동마을 뒤편의 법화산 남쪽 능선 남사면에 위치하며 완만한 경사를 따라 넓게 분포하고 있다. 청덕동 유물산포지2는 법화산에 남쪽으로 흘러내린 가지능선 말단부에 형성되어 있는데, 인근에 남원윤씨 집단 묘역이 형성되어 있다. 청덕동 유물산포지3은 덕수동마을 뒤편의 능선 말단부와 개천이 접하는 평탄지에 형성되었고, 유물산포지4는 어정가구단지 뒤편의 야산 정상부 일대에 형성된 유물산포지이다.
특히 2004년 10월 8일부터 2005년 5월 14일까지 실시한 용인 구성지구내 청덕동 343번지 일원의 발굴조사에서는 구석기문화층과 다량의 신라시대 유물이 확인되었다.
조사유물로는 구석기문화층 1개소와 신라시대 건물지 2기, 신라시대 주거지 1기, 성격미상 석축유구 1기이다. 출토유물은 구석기문화층에서 긁개, 격지. 밀개, 홈날석기, 톱니날석기, 부리형석기 등이 확인되었고, 수혈건물지에서 집선문이 타날된 황갈색 연질토기편과 고배, 개 등의 회청색 경질토기편 등이 출토되었다.

## 교통
- ● 수인분당선 - 구성역
- GTX-A 구성역

## 아파트

### 언남동
| 단지명                    | 건설사              | 시행사                | 주소                 | 입주        | 비고 |
| ------------------------- | ------------------- | --------------------- | -------------------- | ----------- | ---- |
| 힐스테이트 구성           | 현대건설            | 용인언남 지역주택조합 | 기흥구 용인향교로 29 | 2023년 5월  |      |
| 장미마을 삼성래미안 2차   | 삼성물산㈜ 건설부문 | 삼성물산㈜ 건설부문   | 기흥구 구성로 90     | 2003년 12월 |      |
| 하마비마을 동부           | 동부건설            | 동부건설              | 기흥구 구성로 123    | 1998년 12월 |      |
| 하마비마을 동부센트레빌   | 동부건설            | 동부건설              | 기흥구 구성로 97     | 2002년 1월  |      |
| 하마비마을 동일하이빌 1차 | 동일토건㈜          | ㈜동일하이빌          |                      | 2001년 9월  |      |
| 하마비마을 동일하이빌 2차 | 동일토건㈜          | 동일토건㈜            |                      | 2002년 8월  |      |
| 초원마을 성원상떼빌       | 성원건설            | 성원건설              |                      | 2005년 5월  |      |
| 언동마을 신일푸른솔       | ㈜신일              | ㈜신일                |                      | 2001년 12월 |      |

### 청덕동
| 단지명                        | 건설사                  | 시행사         | 주소                   | 입주        | 비고                                        |
| ----------------------------- | ----------------------- | -------------- | ---------------------- | ----------- | ------------------------------------------- |
| 물푸레마을 휴먼시아 2단지     | 동양건설산업            | 대한주택공사   | 기흥구 구성3로 37      | 2008년 6월  | 국민임대                                    |
| 물푸레마을 휴먼시아 5단지     | 남양건설                | 대한주택공사   | 기흥구 구성3로 38      | 2008년 6월  | 국민임대                                    |
| 물푸레마을 휴먼시아 1단지     | 신성건설                | 대한주택공사   | 기흥구 구성2로 52      | 2008년 7월  | 국민임대                                    |
| 물푸레마을 휴먼시아 3단지     | 범양건영 요진건설산업   | 대한주택공사   | 기흥구 구성3로 65      | 2008년 10월 |                                             |
| 구성 더 포레스트              | 우림건설㈜ ㈜태평양개발 | 대한주택공사   | 기흥구 구성로 475      | 2009년 7월  | '물푸레마을 휴먼시아 6단지'에서 단지명 변경 |
| 물푸레마을 휴먼시아 7단지     | 남양건설                | 대한주택공사   | 기흥구 구성로 395      | 2009년 7월  |                                             |
| 물푸레마을 휴먼시아 9단지     | 진흥건설㈜              | 대한주택공사   | 기흥구 구성로 392      | 2009년 8월  | 국민임대                                    |
| 물푸레마을 4단지 경남아너스빌 | 경남기업                | ㈜창보종합건설 | 기흥구 구성로 470      | 2008년 6월  |                                             |
| 물푸레마을 8단지 호반베르디움 | 호반건설                | 호반건설       | 기흥구 구성로 411      | 2008년 6월  |                                             |
| 청덕마을 광도와이드빌         | 광도건설㈜              | 광도건설㈜     | 기흥구 언동로71번길 64 | 2003년 8월  |                                             |